# Gemeinsamer Geh- und Radweg

Das Zeichen 240 der deutschen Straßenverkehrsordnung ordnet den gemeinsamen Fuß- und Radweg an

Der Gemeinsame Geh- und Radweg wird durch das Zeichen 240 nach Straßenverkehrs-Ordnung (StVO) Anlage 2 (zu § 41 Absatz 1) Vorschriftzeichen der deutschen Straßenverkehrs-Ordnung (StVO) angeordnet. Es ist ein Weg, den Fahrradfahrer und Fußgänger abseits der Fahrbahn im Regelfall gemeinsam zu benutzen haben, sofern keine anderen Maßnahmen die Verkehrsteilnehmer zwingen, auf die Fahrbahn auszuweichen. Diese Gründe könnten beispielsweise sein:
- Wurzelschäden durch Pflanzenwuchs
- Engstellen durch ordnungswidrig geparkte Fahrzeuge
- Sonstige Gründe, die einen solchen Weg unpassierbar oder unsicher erscheinen lassen

Die Straßenverkehrsordnung regelt in solchen Fällen, dass Radfahrer oder Fußgänger auf die Fahrbahn ausweichen dürfen. Eine Pflicht, Seitenstreifen oder Radwege zu benutzen, besteht nur, wenn diese als solche gekennzeichnet sind.